# 21. základní škola Plzeň
21. základní škola Plzeň je jednou ze základních škol zřizovaných městem Plzní. Je umístěna v ulici Slovanská alej na sídlišti Slovany.

## Historie
Škola byla postavena v rámci poválečného stavebního rozvoje slovanské čtvrti mezi roky 1958-1960 jako Devítiletá základní škola. Finanční náklady na její výstavbu činily 5 milionů Kčs.

## Současnost
V současnosti má škola kapacitu 850 žáků.
Vzdělávání s rozšířenou výukou jazyků (angličtiny, němčiny, francouzštiny nebo ruštiny) probíhá podle školního vzdělávacího programu Brána jazyků otevřená. Od školního roku 2020/21 zahájila také bilingvní výuku - ve dvou třídách 1. ročníku vyučuje výtvarnou výchovu v angličtině. Je členem Asociace cambridgeských škol v České republice. Jako přípravné středisko cambridgeských zkoušek vlastní certifikát Cambridge English Exam Preparation Center.
21. základní škola je zapojena do projektů Škola pro všechny a Příběhy bezpráví.
Je vybavena počítačovou učebnou, jazyková laboratoří, cvičnou kuchyňkou, dílnami, třídou v přírodě, relaxační zahradou a ekologickou laboratoří. Všechny učebny jsou vybavené počítači a většina z nich interaktivními tabulemi a obrazovkami. K pohybu žákům slouží 4 víceúčelová hřiště s umělým povrchem a atletickým oválem a dvě tělocvičny.
Partnerskou školou je škola v německém Markersbachu.